# Confusi in un playback
Confusi in un playback è il primo album dal vivo del cantautore italiano Mimmo Locasciulli, pubblicato dall'etichetta discografica RCA nel 1985.

## Descrizione
Testi e musiche dei 10 brani sono di Mimmo Locasciulli tranne Confusi in un playback (Enrico Ruggeri - Locasciulli) e Sognadoro #2 (Francesco De Gregori - Locasciulli). Questi due brani sono cantati insieme a Enrico Ruggeri.
Registrazioni effettuate dal vivo nel settembre 1985.

## Tracce
LP (RCA, PL 70942)

### Lato A
1. Svegliami domattina – 6:09
2. Cala la Luna – 6:33
3. Gli occhi – 4:16
4. Il treno della notte – 3:26
5. Intorno a trentanni – 4:04

Durata totale: 24:28

### Lato B
1. Confusi in un playback – 5:18
2. Piove e non piove – 4:20
3. Lo zingaro – 4:18
4. La faccia delle altre persone – 4:30
5. Sognadoro #2 – 6:22

Durata totale: 24:48

## Formazione
- Mimmo Locasciulli - voce
- Enrico Ruggeri - voce
- Mario Scotti - basso
- Massimo Buzzi - batteria
- Massimo Fumanti - chitarra
- Stefano Senesi - tastiere
- Eric Daniel - sassofono